# 色头炎帝庙
色头炎帝庙，位于山西省长治市长子县色头镇色头村，是一处山西省文物保护单位。
2021年8月4日，色头炎帝庙公布为第六批山西省文物保护单位，年代为清，古建筑类，编号6-169。